# Dissimulate
Dissimulate — второй студийный альбом австралийской дэтграйнд-группы The Berzerker, выпущенный в августе 2002 года на лейбле Earache Records. Это единственный альбом The Berzerker, который записан с ударником Гэри Томасом.

## Список композиций
1. «Disregard» — 1:20 (содержит 0-й скрытый трек — инструментальную демо-версию песни «Compromise»)
2. «Failure» — 2:26
3. «The Principles and Practices of Embalming» — 3:25
4. «No One Wins» — 1:50
5. «Death Reveals» — 1:56
6. «Compromise» — 2:43
7. «Betrayal» — 2:30
8. «Last Mistake» — 3:20
9. «Painless» — 3:16
10. «Pure Hatred» — 1:24
11. «Paradox» — 2:06
12. «Abandonment» — 1:36
13. «Untitled Track» — 1:06
14. «Corporal Jigsore Quandary» (Carcass cover) — 5:34

## Факты
- Dissimulate — первый и единственный альбом, в котором участники группы не использовали драм-машину, а живого ударника.

## Участники записи
- Люк Кенни — вокал, программирование ударных
- Мэт Уилкок — гитара
- Сэм Бин — бас-гитара, вокал
- Гэри Томас — ударные